# 7393 Luginbuhl
7393 Luginbuhl este un asteroid din centura principală de asteroizi.

## Descriere
7393 Luginbuhl este un asteroid din centura principală de asteroizi. A fost descoperit pe 28 septembrie 1984 la Stația Anderson Mesa de Brian A. Skiff. El prezintă o orbită caracterizată de o semiaxă mare de 2,24 ua, o excentricitate de 0,20 și o înclinație de 6,7° în raport cu ecliptica.